# 태풍 독수리 (2023년)
태풍 독수리(颱風 禿- , 영어: Typhoon Doksuri, Super Typhoon Egay (필리핀 한정))는 2023년에 북서태평양에서 발생한 제5호 태풍이다. 독수리는 대한민국에서 제출한 이름으로 독수리를 의미한다.

## 개요
2023년 제5호 태풍 독수리는 7월 21일 9시에 중심기압 1002hPa, 최대풍속 18m/s, 강풍 반경 440km(북동쪽 반경)의 열대폭풍으로 필리핀 마닐라 동쪽 약 1,300km 부근 해상에서 발생하였다.(일본 기상청 태풍정보 속보치 기준) 발생 이후 서북서~서진하며 발달하였고, 7월 26일 3시에 필리핀 마닐라 북쪽 약 490km 부근 해상(루손 해협)에서 중심기압 925hPa, 최대풍속 51m/s의 '매우 강한' 태풍으로 최성기를 맞이하였다. 최성기 이후 북서~북북서진하며 남중국해에서 중국을 향해 이동하였고, 7월 28일 12시에 중심기압 955hPa, 최대풍속 41m/s의 세력으로 중국 푸젠 성 취안저우 시에 상륙하였다. 중국 상륙 이후 육상마찰로 인해 급약화되어서, 7월 29일 9시에 중국 상하이 서쪽 약 570km 부근 육상에서 중심기압 998hPa의 열대저압부로 소멸하였다고 발표하였다.  이로 인해 원형인 중국에서 날아온 장마전선은 결국 2023년 여름 한반도 집중호우의 원체로 변했다.

## 제명
필리핀과 중국에서 제명을 요청해서 제56차 태풍위원회 회의 기간인 2024년 2월 29일 오전 10시에서 오전 10시 45분에 2023년 태풍 이름 제명이 논의되어 사올라, 하이쿠이와 함께 제명되었다.

## 같이 보기
- 태풍 미어리얼
- 태풍 누리 (2008년)
- 태풍 망쿳 (2018년)
- 태풍 하기비스 (2019년)
- 태풍 곤파스 (2021년)
- 태풍 사올라 (2023년)
- 태풍 사오마이 (2006년)
- 태풍 피토 (2013년)
- 태풍 인파 (2021년)